# Torsten Söderberg
Torsten Olof Söderberg, född 4 november 1894 i Katarina församling, Stockholms stad, död 25 december 1960 i Kållereds församling, Göteborgs och Bohus län, var en svensk affärsman.

## Biografi
Torsten Söderberg var son till generalkonsul Olof A. Söderberg och Otilia Söderberg, född Herzog. Han gifte sig 1920 med Wanja Aminoff.
Söderberg var juris kandidat och reservofficer vid Svea livgarde med officersexamen 13 augusti 1917. Mellan 1919 och 1921 tjänstgjorde han som notarie vid Södra Roslags domsagas häradsrätt.
Tillsammans med brodern Ragnar Söderberg ägde han familjens stålgrossistföretag Söderberg & Haak som grundats av deras farfar Per Olof (Pelle) Söderberg 1866. Torsten Söderberg var verksam både som styrelseledamot och vice vd i Söderberg & Haak innan han tillträdde som chef för företagets omfattande Göteborgsverksamhet. 1934 grundade bröderna Torsten och Ragnar Söderberg tillsammans investmentbolaget Ratos AB, som blev moderbolag för familjens affärsverksamhet. Ratos börsnoterade 1954.
Torsten Söderberg var generalkonsul för Rumänien, ordförande för Göteborgs köpmannaförening och för Börssällskapet 1940 samt vice ordförande i Göteborgs handelskammare. Han satt även i styrelsen för AB Gryts bruk, Kollin & Ström AB, Förvaltnings AB Ratos, Göteborgs hamn, Göteborgs Frihamns AB, Svenska mässan och Röhsska konstslöjdmuseet.
År 1960 grundande Torsten Söderberg, tillsammans med sin hustru Wanja, Torsten Söderbergs Stiftelse med ändamål att ”främja vetenskaplig forskning och vetenskaplig undervisnings- eller studieverksamhet av landsgagnelig innebörd varvid företrädesvis de ekonomiska, medicinska och rättsvetenskapliga områdena skall komma ifråga”.
Torsten och Wanja Söderberg är begravna på Kållereds kyrkogård.